# 大久保康裕
大久保康裕（日语：／ Ōkubo Yasuhiro，1961年3月14日—），日本男子摔跤运动员。他曾代表日本参加亚洲摔跤锦标赛，获得一枚金牌。他也曾参加1988年夏季奥林匹克运动会。